# Mormopterus acetabulosus
Mormopterus acetabulosus — вид кажанів родини молосових. Вид зустрічається на островах Маврикій і Реюньйон.